# Goszyzm
Goszyzm (z francuskiego la gauche – lewica) – powstały w krajach zachodnich w latach 60. XX wieku ruch społeczny i ideologia. Rozczarowani tak wschodnim komunizmem, jak i zachodnim kapitalizmem, przedstawiciele goszyzmu szerzyli idee nonkonformistycznej kultury. Inspiracją tego ruchu były takie kierunki jak neomarksizm, anarchizm, freudyzm, szkoła frankfurcka czy twórczość Jean-Paula Sartre'a. Charakterystyczną cechą goszyzmu była krytyka elit władzy i porządku prawnego.